# Barbara Kendall
Barbara Anne Kendall (Auckland, 30 agosto 1967) è un'ex velista neozelandese.
Ha partecipato a ben cinque edizioni dei giochi olimpici (1992, 1996, 2000, 2004 e 2008) conquistando complessivamente tre medaglie.

## Palmarès
Olimpiadi
- 3 medaglie:
  - 1 oro (classe Mistral a Barcellona 1992)
  - 1 argento (classe Mistral a Atlanta 1996)
  - 1 bronzo (classe Mistral a Sydney 2000)